# Dicranota (Rhaphidolabina) flaveola
Dicranota (Rhaphidolabina) flaveola is een tweevleugelige uit de familie Pediciidae. De soort komt voor in het Nearctisch gebied.